# Casa Curial de Nueva Orleans
La Casa Curial de Nueva Orleans (en francés: Presbytère) es un edificio histórico ubicado actualmente en Nueva Orleans, Luisiana, Estados Unidos en el barrio francés. La construcción actual data de 1813. Construida en 1791 para complementar el cabildo, que flanquea la catedral en el otro lado, es uno de los mejores ejemplos de la arquitectura española virreinal del país (con muchos elementos neorrenacentistas). Desde 1911, funciona como sede del Museo Estatal de Luisiana.
El edificio de la casa curial se halla situado en la calle de Chartres, en donde ocupa un solar frente a la plaza de armas (hoy Plaza Jackson). 

## Descripción
La casa curial está ubicada en el lado noreste de la Plaza Jackson, entre la catedral y la calle de Santa Ana. Es un edificio de ladrillo de dos pisos, originalmente construido con un techo plano que tenía una balaustrada rematada por urnas. Su planta baja tiene una arcada abierta de nueve tramos de arcos elípticos, con esquinas con pilastras. El nivel superior también tiene aberturas en arco, todas articuladas por pilastras, con ventanas multicapa. Los tres tramos centrales en ambos niveles tienen columnas encajadas a cada lado y están rematadas como un grupo por un frontón. En 1847, se añadió mansarda, que está rematada por una cúpula de persianas.

## Historia
La casa curial fue diseñada en 1791 por el francés Gilberto Guillemard para complementar al cabildo, al otro lado de la catedral de San Luis. En 1798, sólo se había terminado el primer piso y su segundo piso no se terminó hasta 1813. Su nombre deriva del hecho de que fue construida en el antiguo sitio de la residencia de los hermanos menores capuchinos. Aunque estaba destinado a albergar al clero, nunca se usó como residencia religiosa. El edificio se utilizó inicialmente con fines comerciales hasta 1834, cuando fue utilizado por la Corte Suprema de Luisiana.
En 1853, los funcionarios de la catedral vendieron la casa curial a la ciudad y en 1908 la ciudad lo vendió al estado. En 1911, pasó a formar parte del Museo Estatal de Luisiana. Fue declarado Hito Histórico Nacional en 1970.
En 2005, la cúpula fue reemplazada. La cúpula había desaparecido desde el huracán de Nueva Orleans de 1915.